# Johann Friedrich Boll
Johann Friedrich Boll (* 12. Februar 1801 in Biel; † 16. April 1869 in Bern) war ein Schweizer Theologe.
Er war das jüngste von drei Kindern eines minderbemittelten Handwerkers und besuchte zunächst eine Knabenschule. 1818 studierte Boll Theologie in Bern und erteilte auch Privatunterricht. Zudem wird er als Vikar nach Nidau gewählt. 1826 betreute er eine erste Schulklasse als Lehrer. 1827 heiratete er Sophie Schmalz von Nidau. Neben seinem reformierten Pfarramt 1832 betätigte sich Boll auch mehrfach als Schulmeister und Dozent im Kanton Bern sowie Leiter einer Mädchenarbeitsschule.